# Leonardo Torres Quevedo

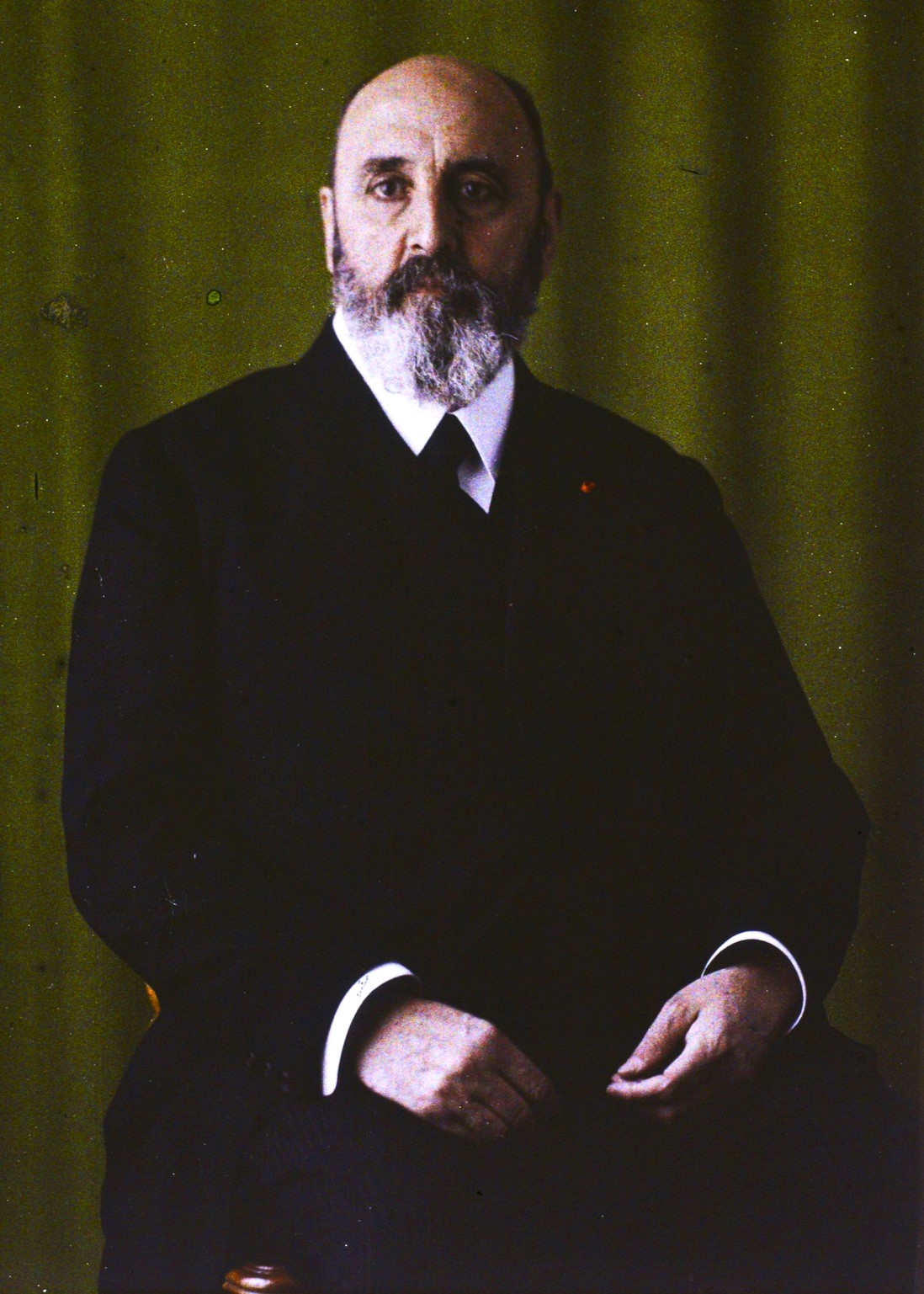
Leonardo Torres Quevedo

Leonardo Torres Quevedo (auch Leonardo Torres y Quevedo; * 28. Dezember 1852 in Santa Cruz de Iguna bei Molledo, Kantabrien, Spanien; † 18. Dezember 1936 in Madrid) war ein spanischer Ingenieur und Mathematiker.

## Leben
Leonardo Torres Quevedo wuchs in Bilbao auf, wo sein Vater als Eisenbahningenieur arbeitete. Zur Abrundung seiner Ausbildung verbrachte er zwei Jahre in Paris. 1870 wurde sein Vater nach Madrid versetzt, wo Torres mit dem Studium an der Hochschule
für Straßenbau (Escuela Oficial del Cuerpo de Ingenieros de Caminos) begann. 1873 unterbrach er sein Studium zeitweilig, um an den Kämpfen zur Verteidigung von Bilbao gegen die Carlisten im Dritten Karlistenkrieg teilzunehmen. 1876 schloss er sein Studium als viertbester seiner Klasse ab. Er begann mit einer Tätigkeit in der Eisenbahngesellschaft, in der auch sein Vater tätig war, ging aber bald auf eine größere Reise durch Europa, um sich über die wissenschaftlichen und technischen Fortschritte zu informieren, insbesondere auf dem Gebiet der Elektrizität. Anschließend ließ er sich in Santander nieder, um sich wissenschaftlichen Arbeiten zu widmen, die zu seiner ersten Veröffentlichung im
Jahre 1893 führten.
Er heiratete 1885. Aus der Ehe gingen acht Kinder hervor.
1899 zog er nach Madrid. Aufgrund seiner dortigen Arbeiten wurde 1901 ein Labor für angewandte Mechanik (das staatliche „Laboratorio de Automatica“) eröffnet, dessen Direktor er wurde. Im selben Jahr wurde er Mitglied der Real Academia de Ciencias Exactas, Físicas y Naturales. 1910 wurde er deren Präsident. Unter den Arbeiten des Labors waren die kinematographischen Arbeiten von Gonzalo Brañas, das Röntgen-Spektrometer von Cabrera und Costa sowie das Mikrotom von Santiago Ramón y Cajal von Bedeutung.
Leonardo Torres Quevedo war überzeugt, „daß jede menschliche Arbeit durch einen Automaten ersetzt werden kann, wenn die Maschine nach bestimmten Regeln und Gesetzen zu handeln habe“.
König Alfons XIII. zeichnete ihn 1916 mit der Echegaray-Medaille aus. 1918 lehnte er eine Ernennung zum Entwicklungsminister ab. 1920 wurde er Mitglied der Real Academia Española (königlichen spanischen Akademie) auf dem Stuhl von Benito Pérez Galdós und Mitglied der Sektion für Mechanik der Académie des sciences in Paris. Die Sorbonne verlieh ihm 1922 einen Ehrendoktor. 1927 wurde er zu einem der zwölf assoziierten ausländischen Mitglieder der Académie des sciences ernannt.
Er war ein Anhänger des Esperanto, für das er sich auch im Rahmen der Internationalen Kommission für geistige Zusammenarbeit im Völkerbund einsetzte.
Leonardo Torres Quevedo starb in Madrid mitten im spanischen Bürgerkrieg am 18. Dezember 1936, nur 10 Tage vor seinem 84. Geburtstag.

## Leistungen

### Luftschiffe

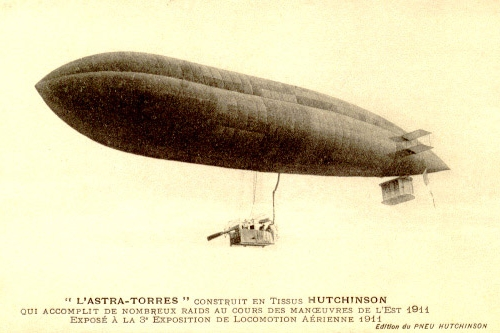
Astra-Torres Luftschiff, 1911

1902 stellte er den Akademien in Madrid und Paris sein Projekt eines neuartigen, halbstarren Luftschiffes vor, das die Probleme der Aufhängung der Gondel durch interne Seilverstrebungen löste, die aufgrund des Innendruckes dem Luftschiff die notwendige Stabilität gaben. 1905 leitete er den Bau des Luftschiffs España, das zahlreiche Test- und Vorführungsfahrten erfolgreich absolvierte. Daraufhin begann die Zusammenarbeit zwischen Torres und der französischen Gesellschaft Astra, die 1911 mit dem Bau der Astra-Torres Luftschiffe  begann, von denen einige ab 1913 an die französischen und britischen Streitkräfte verkauft und im Ersten Weltkrieg eingesetzt wurden.
1918 entwarf er zusammen mit Emilio Herrera Linares ein Hispania genanntes Luftschiff für den Transatlantikflug in der Hoffnung, den Ruhm des ersten Transatlantikfluges für Spanien zu erringen. Aufgrund finanzieller Probleme verzögerte sich das Projekt jedoch, so dass den Briten John Alcock und Arthur Brown die erste Nonstop-Atlantiküberquerung von Neufundland nach Irland in einer zweimotorigen Vickers Vimy gelang.

### Schachautomat
Von 1910 an begann Torres, einen El Ajedrecista (Der Schachspieler) genannten Schachautomaten zu entwickeln, der das Endspiel von König und Turm gegen einen von Menschen gespielten König automatisch spielen konnte. Das Gerät wurde 1914 in Paris mit großem Erfolg vorgeführt. Es gilt als der erste Schachautomat der Welt.

### Luftseilbahnen

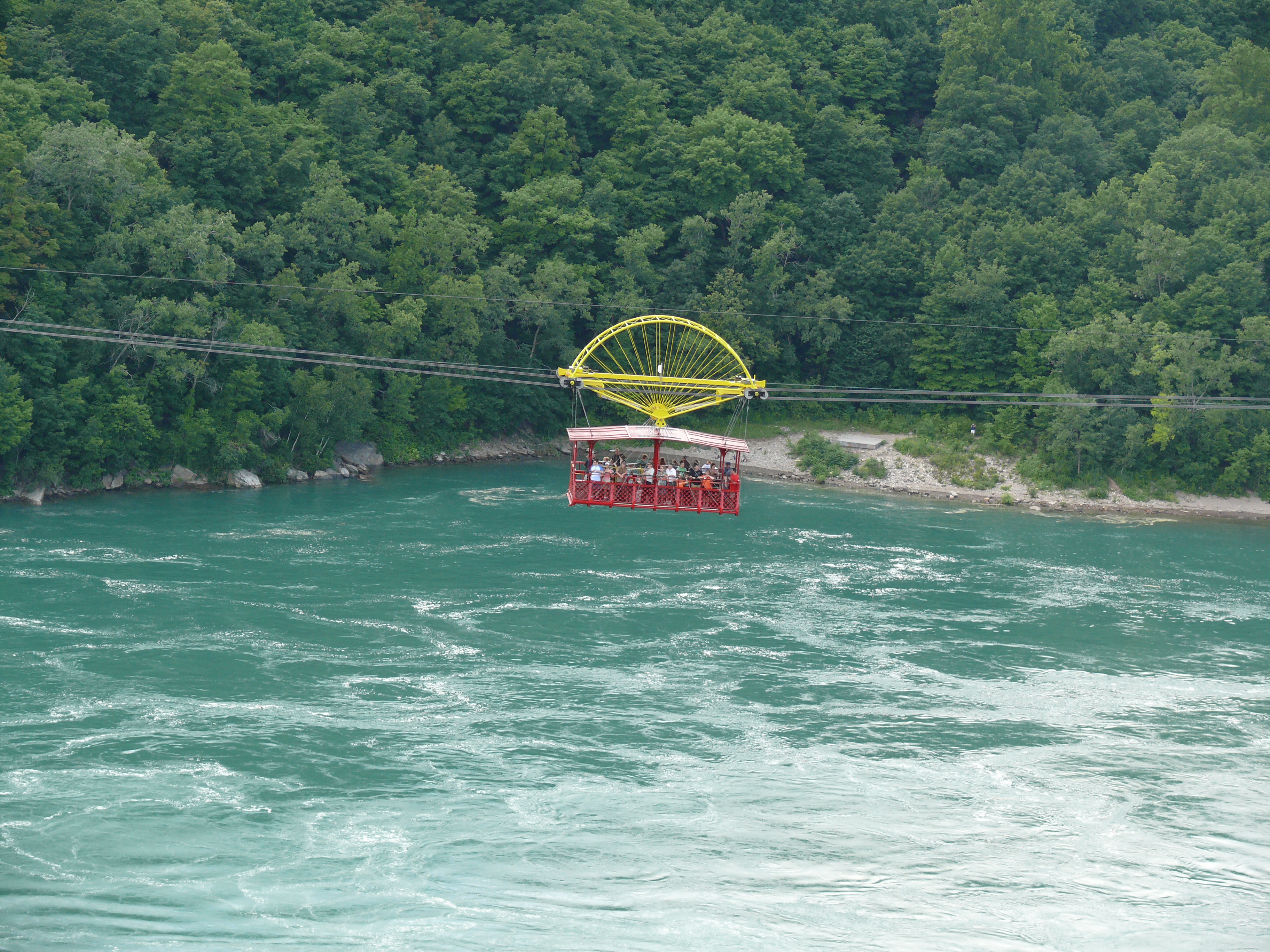
Whirlpool Aero Car über dem Whirlpool

Torres hatte schon 1885/1887 eine Luftseilbahn mit Göpelantrieb zur Erschließung seines Hauses in seinem Geburtsort gebaut, für die er ein Patent anmeldete: eine Luftseilbahn mit mehreren Tragseilen, um die für den Personentransport erforderliche Sicherheit zu erreichen. Nach diesem Prinzip baute er später den Transbordador del río León, eine etwas größere und von einem Motor angetriebene Seilbahn, die für den Personentransport geeignet war, aber dennoch nur als Materialseilbahn benutzt wurde. Seine Versuche im Jahr 1890, diese Seilbahn in der Schweiz zu verkaufen, blieben erfolglos. 1907 baute er in San Sebastián (Monte Ulia) seine erste Seilbahn allein für den Personentransport mit einer 14-plätzigen Kabine, sechs Tragseilen und einer pneumatischen Fangbremse. Dieses System wurde anschließend auch in Chamonix, Rio de Janeiro und anderen Orten ausgeführt. Zweifellos errang er die größte Aufmerksamkeit mit seinem zwischen 1914 und 1916 von einer spanischen Gesellschaft mit spanischem Kapital gebauten Whirlpool Aero Car bzw. Spanish Aero Car, der die Whirlpool Rapids im Niagara River überquert und nach wie vor in Betrieb ist.

### Funkfernsteuerung: derTelekino
1903 stellte Torres seinen Telekino genannten, von einer Funkfernsteuerung gelenkten Apparat der Académie des sciences in Paris vor. Im selben Jahr erhielt er für ihn Patente in Spanien, Frankreich, Großbritannien und den USA. Der Apparat enthielt eine der ersten Funkfernsteuerungen der Welt und war ein Vorläufer der Fernbedienung. 1906 führte Torres seine Erfindung dem König und einer großen Menschenmenge im Hafen von Bilbao vor, indem er ein Boot vom Ufer aus steuerte. Später versuchte er seine Erfindung in Geschützen und Torpedos anzuwenden, musste dies aber mangels finanzieller Mittel aufgeben. 2007 zeichnete das Institute of Electrical and Electronics Engineers (IEEE) den Telekino mit einem Milestone in Electrical Engineering and Computing aus.

### Analoge Rechenmaschinen
Leonardo Torres Quevedo stellte 1893 der Königlichen Akademie der exakten, physikalischen und Naturwissenschaften sein Memorandum über algebraische Rechenmaschinen (Memoria sobre las Máquinas algebraicas) vor, und entwickelte ein erstes Modell seiner Rechenmaschine, die damals als großer Fortschritt der spanischen Wissenschaft betrachtet wurde. 1895 stellte er sein Memorandum auf einem Kongress in Bordeaux vor. 1900 präsentierte er seine spätere Arbeit Algebraische Rechenmaschinen (Máquinas algébricas) der Académie des sciences in Paris. In der Praxis konstruierte er eine Reihe von Rechenmaschinen, die komplizierte Berechnungen ausführen konnten. Im Museo Torres Quevedo der ETS de Ingenieros de Caminos de Madrid an der Polytechnischen Universität Madrid stehen einige dieser algebraischen Rechenmaschinen.